# NTT出版
NTT出版株式会社（NTTしゅっぱん、英：NTT Publishing Co., Ltd.）は、東京都港区にあるNTTグループの出版社である。

## 概要
NTTグループの大手広告代理店である、NTTアド（株）の出版部門から1987年に分離独立した。2007年にはNTTアドが再びNTT出版の全株式を引き受け、完全子会社となっている。書籍出版以外はパンフレット、マニュアル、ホームページの製作などを行っている。

## 主な書籍
社会科学分野（特に経済学）や情報通信技術分野の専門書、仕事術などの実用書、エッセイ集の刊行が多い。2009年には、藤井直敬著「つながる脳」が第63回毎日出版文化賞（自然科学部門）を受賞、2011年には、上山隆大著「アカデミック・キャピタリズムを超えて」が第12回読売吉野作造賞を受賞している。
- NTTコミュニケーションズ インターネット検定 ドットコムマスター 過去問題